# Elecciones municipales de Pasco de 1963
Las elecciones municipales de Pasco de 1963 se llevaron a cabo el 15 de diciembre de 1963 para elegir al alcalde y al Concejo Provincial de Pasco para el periodo 1964-1966. La elección se celebró simultáneamente con elecciones municipales en todo el país. Por primera vez en la historia del Perú, las autoridades locales fueron elegidas por voto universal alfabeto y directo.

## Sistema electoral
La Municipalidad Provincial de Pasco es el órgano administrativo y de gobierno de la provincia de Pasco. Está compuesta por el alcalde y el Concejo Provincial.
La votación del alcalde y el concejo se realiza en base al sufragio universal alfabeto, que comprende a todos los ciudadanos nacionales mayores de veintiún años, empadronados y residentes en la provincia de Pasco y en pleno goce de sus derechos políticos.
El Concejo Provincial de Pasco está compuesto por 14 concejales elegidos por sufragio directo para un período de tres (3) años, en forma conjunta con la elección del alcalde (quien lo preside). La votación es por lista cerrada y bloqueada. Se asigna a cada lista los escaños según el método d'Hondt.

## Partidos y candidatos
A continuación se muestra una lista de los principales partidos y alianzas electorales que participaron en las elecciones:
| Candidatura | Candidatura | Partidos y alianzas | Candidatos | Candidatos                 | Ideología                                           | Ref. |
| ----------- | ----------- | --- | ---------- | -------------------------- | --------------------------------------------------- | ---- |
|             | AP–DC       | Lista - Alianza Acción Popular - Democracia Cristiana (AP–DC) – Acción Popular (AP) – Partido Demócrata Cristiano (DC)                          |            | Sin información disponible | Liberalismo Humanismo Democracia cristiana          |      |
|             | APRA–UNO    | Lista - Coalición Partido Aprista Peruano - Unión Nacional Odriísta (APRA–UNO) – Partido Aprista Peruano (APRA) – Unión Nacional Odriísta (UNO) |            | Fernando Ramos Carreño     | Aprismo Conservadurismo social Populismo de derecha |      |
|             | IND         | Lista - Lista Independiente N° 5 |            | Sin información disponible | Localismo pasqueño                                  |      |

## Resultados

### Sumario general
|                        |                                                                        |              |              |              |            |            |
| Partidos y coaliciones | Partidos y coaliciones                                                 | Voto popular | Voto popular | Voto popular | Concejales | Concejales |
| Partidos y coaliciones | Partidos y coaliciones                                                 | Votos        | %            | +/−          | Total      | +/−        |
|                        | Coalición Partido Aprista Peruano - Unión Nacional Odriísta (APRA–UNO) | 3,523        | 35.62        | n/a          | 5          | n/a        |
|                        | Alianza Acción Popular - Democracia Cristiana (AP–DC)                  | 3,241        | 32.77        | n/a          | 5          | n/a        |
|                        | Lista Independiente N° 5                                               | 3,126        | 31.61        | n/a          | 4          | n/a        |
|                        |                                                                        |              |              |              |            |            |
| Total                  | Total                                                                  | 9,890        |              |              | 14         | n/a        |
|                        |                                                                        |              |              |              |            |            |
| Votos válidos          | Votos válidos                                                          | 9,890        | 79.68        | n/a          |            |            |
| Votos en blanco        | Votos en blanco                                                        | 1,369        | 11.03        | n/a          |            |            |
| Votos nulos            | Votos nulos                                                            | 1,153        | 9.29         | n/a          |            |            |
| Votos emitidos         | Votos emitidos                                                         | 12,412       | 87.66        | n/a          |            |            |
| Abstenciones           | Abstenciones                                                           | 1,747        | 12.34        | n/a          |            |            |
| Votantes registrados   | Votantes registrados                                                   | 14,159       |              |              |            |            |
|                        |                                                                        |              |              |              |            |            |
| Fuente:                |                                                                        |              |              |              |            |            |

### Concejo Provincial de Pasco
| Cargo                        | Autoridad electa            | Partido político | Partido político         |
| ---------------------------- | --------------------------- | ---------------- | ------------------------ |
| Alcalde Provincial de Pasco  | Fernando Ramos Carreño      |                  | Coalición APRA-UNO       |
| Concejal Provincial de Pasco | Atilio León Silva           |                  | Coalición APRA-UNO       |
| Concejal Provincial de Pasco | Carlos Flores Navarro       |                  | Coalición APRA-UNO       |
| Concejal Provincial de Pasco | Alfredo Echevarría Loayza   |                  | Coalición APRA-UNO       |
| Concejal Provincial de Pasco | Dimas Beraún Hurtado        |                  | Coalición APRA-UNO       |
| Concejal Provincial de Pasco | Ángel Galarza Torrejón      |                  | Coalición APRA-UNO       |
| Concejal Provincial de Pasco | Francisco Pretell Balvín    |                  | Alianza AP-DC            |
| Concejal Provincial de Pasco | Juan Paytán Ugarte          |                  | Alianza AP-DC            |
| Concejal Provincial de Pasco | Carlos Montero Navarro      |                  | Alianza AP-DC            |
| Concejal Provincial de Pasco | Helman Tobalina Merino      |                  | Alianza AP-DC            |
| Concejal Provincial de Pasco | Julián Malpartida Tello     |                  | Alianza AP-DC            |
| Concejal Provincial de Pasco | Porfirio Oscátegui Santiago |                  | Lista Independiente N° 5 |
| Concejal Provincial de Pasco | Humberto Guzmán Gillian     |                  | Lista Independiente N° 5 |
| Concejal Provincial de Pasco | Fermín Raraz Mauricio       |                  | Lista Independiente N° 5 |
| Concejal Provincial de Pasco | Mansueto Yanayacu Ruiz      |                  | Lista Independiente N° 5 |

## Elecciones municipales distritales

### Sumario general
| Partidos y coaliciones | Partidos y coaliciones                                                 | Voto popular | Voto popular | Voto popular | Alcaldías | Alcaldías |
| Partidos y coaliciones | Partidos y coaliciones                                                 | Votos        | %            | +/−          | Total     | +/−       |
| ---------------------- | ---------------------------------------------------------------------- | ------------ | ------------ | ------------ | --------- | --------- |
|                        | Coalición Partido Aprista Peruano - Unión Nacional Odriísta (APRA–UNO) | 2,113        | 46.82        | n/a          | 6         | n/a       |
|                        | Alianza Acción Popular - Democracia Cristiana (AP–DC)                  | 1,846        | 40.90        | n/a          | 4         | n/a       |
|                        | Lista Independiente N° 5                                               | 430          | 9.53         | n/a          | 1         | n/a       |
|                        | Listas independientes distritales                                      | 124          | 2.75         | n/a          | 0         | n/a       |
|                        | Sin información disponible                                             | n/a          | n/a          | n/a          | 1         | n/a       |
|                        |                                                                        |              |              |              |           |           |
| Total                  | Total                                                                  | 4,513        |              |              | 12        | n/a       |
|                        |                                                                        |              |              |              |           |           |
| Votos válidos          | Votos válidos                                                          | 4,513        | 76.95        | n/a          |           |           |
| Votos en blanco        | Votos en blanco                                                        | 737          | 12.57        | n/a          |           |           |
| Votos nulos            | Votos nulos                                                            | 615          | 10.49        | n/a          |           |           |
| Votos emitidos         | Votos emitidos                                                         | 5,865        | n/d          | n/a          |           |           |
| Abstenciones           | Abstenciones                                                           | n/d          | n/d          | n/a          |           |           |
| Votantes registrados   | Votantes registrados                                                   | n/d          |              |              |           |           |
|                        |                                                                        |              |              |              |           |           |
| Fuente:                |                                                                        |              |              |              |           |           |

### Resultados por distrito
La siguiente tabla enumera el control de los distritos de la provincia de Pasco.
| Distrito                            | Alcalde(sa) electo(a)       | Partido político           | Partido político           |
| ----------------------------------- | --------------------------- | -------------------------- | -------------------------- |
| Huachón                             | Octavio Suárez Trujillo     |                            | Coalición APRA-UNO         |
| Huariaca                            | Adrián Barrionuevo Chávarri |                            | Alianza AP-DC              |
| Huayllay                            | Teófilo Cosser Garay        |                            | Coalición APRA-UNO         |
| Ninacaca                            | Abelardo Cóndor García      |                            | Alianza AP-DC              |
| Pallanchacra                        | Claro Huayanay Guzmán       |                            | Alianza AP-DC              |
| Paucartambo                         | Abelardo Monzón Galván      |                            | Coalición APRA-UNO         |
| San Francisco de Asís de Yarusyacán | Froylán Cabello Soto        |                            | Alianza AP-DC              |
| Simón Bolívar                       | Sin información disponible  | Sin información disponible | Sin información disponible |
| Ticlacayán                          | Eugenio Torres Santos       |                            | Coalición APRA-UNO         |
| Tinyahuarco                         | Josmell Muñoz Córdova       |                            | Coalición APRA-UNO         |
| Vicco                               | Zenobio Callupe Marcelo     |                            | Coalición APRA-UNO         |
| Yanacancha                          | Raynaldo Pascual Pizarro    |                            | Lista Independiente N° 5   |